# Cantons de l'Alt Saona
| Fresne Scey Dampierre Champlitte Champagney Faucogney Lux St-Sauveur Mélisey Rioz Marnay Gy Autrey Gray Montbozon Saulx Port-s-Saône Combeauf. Vitrey Jussey Vauvillers St-Loup Amance Lure-Nord Lure-Sud Villersexel V.-E. V.-O. Noroy H.-O. H.-E. Pesmes |

Els Cantons de l'Alt Saona (Franc Comtat) són 32 i s'agrupen en dos districtes:
- Districte de Lure (13 cantons - sotsprefectura: Lure) :
cantó de Champagney - cantó de Faucogney-et-la-Mer - cantó de Héricourt-Est - cantó de Héricourt-Oest - cantó de Lure-Nord - cantó de Lure-Sud - cantó de Luxeuil-les-Bains - cantó de Mélisey - cantó de Saint-Loup-sur-Semouse - cantó de Saint-Sauveur - cantó de Saulx - cantó de Vauvillers - cantó de Villersexel

- Districte de Vesoul (19 cantons - prefectura: Vesoul) :
cantó d'Amance - cantó d'Autrey-lès-Gray - cantó de Champlitte - cantó de Combeaufontaine - cantó de Dampierre-sur-Salon - cantó de Fresne-Saint-Mamès - cantó de Gray - cantó de Gy - cantó de Jussey - cantó de Marnay - cantó de Montbozon - cantó de Noroy-le-Bourg - cantó de Pesmes - cantó de Port-sur-Saône - cantó de Rioz - cantó de Scey-sur-Saône-et-Saint-Albin - cantó de Vesoul-Est - cantó de Vesoul-Oest - cantó de Vitrey-sur-Mance